# İsmail Köybaşı
İsmail Köybaşı (* 10. Juli 1989 in İskenderun in der Provinz Hatay) ist ein türkischer Fußballspieler.

## Karriere

### Verein
Köybaşı begann seine Vereinsfußballkarriere im Oktober 2003 bei İskenderunspor. Im August 2006 wurde er dann vom Erstligisten Gaziantepspor für die Nachwuchsabteilung verpflichtet. Am 8. Mai 2008, gegen Ende der Saison 2007/08, wurde er mit einem Profivertrag ausgestattet und anschließend endgültig vom Cheftrainer der Profimannschaft in den Profikader aufgenommen. Hier gab er am 10. Mai 2008 gegen Istanbul Büyükşehir Belediyespor sein Debüt in der Süper Lig. Im Saisonverlauf der Saison 2008/09 wurde er Stammspieler und beendete die Saison mit 24 Liga- und drei Pokaleinsätzen.
Zur Saison 2009/10 wechselte Köybaşı mit 20 Jahren für eine Ablösesumme in Höhe von 5,5 Millionen Euro zu Beşiktaş Istanbul. Bei diesem Verein konnte Köybaşı infolge immer wiederkehrenden Verletzungen sich sieben Spielzeiten nahezu nie durchgängig durchsetzen, zum Beispiel in der Saison 2012/13 fiel er komplett aus. Außer in der Spielzeit 2011/12 bzw. 2015/16 konnte er unter seinem neuen Trainer Şenol Güneş nahezu über die gesamte Saison durchgängig als Stammspieler tätig sein.
Im Juli 2016 wechselte er zum Erzrivalen Fenerbahçe Istanbul. Seit August 2019 steht er beim spanischen Aufsteiger und Erstligisten FC Granada unter Vertrag.

### Nationalmannschaft
Köybaşı startete seine Nationalmannschaftskarriere im April 2008 mit einem Einsatz für die türkische U19-Nationalmannschaft. Im gleichen Jahr debütierte er auch für die türkische U20-Nationalmannschaft und im Februar 2009 für die türkische U21-Nationalmannschaft.
Sein Debüt in der türkischen A-Nationalmannschaft gab er bei einem 0:3-Auswärtssieg in einem Freundschaftsspiel gegen die Ukraine im August 2009.
Bei der Fußball-Europameisterschaft 2016 in Frankreich wurde er in das türkische Aufgebot aufgenommen. Seinen einzigen EM-Auftritt hatte er im letzten Spiel gegen Tschechien. Nachdem das Team zuvor 0:3 gegen Spanien verloren hatte, rückte er in die Startelf auf. Zwar wurde die abschließende Partie mit 2:0 gewonnen, trotzdem gab das Torverhältnis den Ausschlag für das Turnier-Aus nach der Gruppenrunde.

## Erfolge
- Mit Beşiktaş Istanbul
  - Türkischer Meister: 2015/16[2]
  - Türkischer Pokalsieger: 2010/11[2]

- Mit Trabzonspor
  - Türkischer Meister: 2021/22

- Mit der türkischen Nationalmannschaft
  - Teilnehmer der Europameisterschaft: 2016[6]